# Пантеліс Пантелідіс
Пантеліс Пантелідіс (грец. Παντελής Παντελίδης, 23 листопада 1983, Афіни, Греція — 18 лютого 2016, Афіни) — грецький поп-співак, автор пісень, який став відомим завдяки YouTube. Відтоді ім'я Пантеліса Пантелідіса часто супроводжувало слово «феномен». Пізніше Янніс Плутархос назвав його «золотою дитиною».
Лише за 4 роки професійної музичної кар'єри Пантеліс Пантелідіс здійснив стрімкий зліт — від поширення аматорських відео в YouTube до визнання та шаленого успіху серед греків та філеллінів усього світу. Успіх його був феноменальним: альбоми ставали двічі платиновими; виступи збирали тисячі прихильників; слова пісень швидко підхоплювались народом і ставали слоганами. За ці роки Пантеліс Пантелідіс створив спільні програми разом із найбільшими зірками грецької естради: Васілісом Карасом, Антонісом Ремосом, Йоргосом Мазонакісом, Паолою, Яннісом Плутархосом, Деспіною Ванді.

## Ранні роки та військова кар'єра
Пантеліс Пантелідіс народився 23 листопада 1983 року в Афінах і виріс в районі Неа-Іонія. Батьки володіли та керували відділенням ОПАП та кав'ярнею «Άρωμα Πλατείας» по вул. 28 Жовтня у Неа-Іонії. З дитинства виявляв інтерес до музики, в будинку батьків звучали пісні Стратоса Діонісіу, Стеліоса Казандзидіса, Йоргоса Далараса. У 12 років Пантеліс попросив батьків придбати йому гітару. Не мав професійної музичної освіти, самотужки освоїв гру на гітарі і навчився складати мелодії. Також захоплювався футболом, грав сам і вболівав за афінський ФК АЕК.
Після закінчення загальноосвітньої школи Пантеліс допомагав батькам у роботі в ОПАП та кав'ярні. 2002 р. у віці 19 років вступив до Школи постійного складу петті-офіцерів ВМФ Греції. Закінчив навчання 2004 року зі званням постійного петті-офіцера (механіка). У наступні 11 років на флоті служив на військових фрегатах «Спетце» та «Псара» обидва типу МЕКО-200H та під управлінням десантних військ на кораблі «Ітака» виробництва України типу Зубр.
Записувати пісні та виступати із ними у невеликих клубах Пантеліс Пантелідіс почав 2007 року. Згодом вирішив записувати відео виконання своїх пісень та викладати їх на YouTube, аби було простіше ділитися із родиною та друзями. Незабаром у нього з'явилися прихильники. Остаточне рішення подати у відставку прийняв 2013 року, коли отримав контракт на програму Каррас-Паола-Пантелідіс та вирішивши відтак повністю присвятити себе музичній кар'єрі.

## Творча біографія
Справжній успіх та загальнонаціональне визнання прийшли до Пантеліса Пантелідіса влітку 2012 року, коли вийшов його перший сингл «Δεν ταιριάζετε σου λέω» під лейблом EMI. Пісня стала рекордсменом переглядів на YouTube за перші 24 години для Греції і стала радіо-хітом в Греції. 23 червня 2012 року відбувся перший професійний виступ Пантелідіса на сцені Fix в Салоніках.
Після великого успіху синглу «Δεν ταιριάζετε σου λέω» 3 вересня 2012 року відбувся реліз нової пісні «Συνοδεύομαι», на яку був знятий відеокліп під ліцензією EMI Music Greece. На ресурсі iTunes пісню за перші 24 години завантажили рекордну кількість разів для грецької естради.
У грудні 2012 року вийшов перший альбом співака «Alkoolikes i nihtes» (грец. Αλκοολικές οι νύχτες). Взимку 2012—2013 року Пантеліс виступав поруч із Васілісом Каррасом і Паолою в Teatro Music Hall в Афінах. Прем'єра програми відбулася 30 листопада 2012. Костас Бертакіс, володар клубу Teatro Music Hall, робив ставку на Пантелідіса, хоча багато хто сумнівався і говорив, що він ризикує. Але успіх програми перевершив всі очікування. Кожен виступ глядачі заповнювали зал до відмови, розташовуючись навіть в проходах. Під час виступу артистів біля будівлі Teatro було просто стовпотворіння. Програма йшла майже 6 місяців і завершилася 27 квітня 2013. З 9 травня 2013 Каррас - Паола - Пантелідіс продовжили виступи в Салоніки в Politia live clubbing. 6 червня 2013 року відбулася офіційна церемонія, присвячена досягненню альбомом «Alkoolikes i nihtes» двічі платинового статусу. Під час літнього туру по Греції Пантелідіс виступає з Амарилліс. З 2 по 11 серпня 2013 дає 7 концертів на Кіпрі: в Нікосії, 4 концерти в Лімасоле, в Ларнаці і благодійний концерт в Пафосі. Аншлаг супроводжував всі виступи співака. Журналісти відзначали, що жоден починаючий співак не мав такого успіху на Кіпрі за останні 10 років. 30 вересня 2013 року відбулася прем'єра нової пісні Пантелідіса «Γίνεται», це перший сингл з нового альбому співака, випуск якого очікувався в жовтні.
Другий студійний альбом співака «Ουράνιο Τόξο Που Του Λείπανε 2 Χρώματα» вийшов 31 жовтня 2013 року під ліцензію EMI Music Greece. До альбому увійшли 14 пісень, автором музики і тексту яких є Пантеліс Пантелідіс. Протягом першої доби після випуску альбом піднявся на перше місце в чарті продажів iTunes. За перші п'ять днів пісні з альбому «Ουράνιο Τόξο Που Του Λείπανε 2 Χρώματα» були переглянуті понад 8 000 000 разів на YouTube. Це особистий рекорд співака. Взимку 2013—2014 років Пантелідіс продовжує співпрацювати з Йоргосом Мазонакісом та Паолою на сцені Teatro Music Hall в Афінах. Прем'єра програми відбулася 18 жовтня 2013 року. Поруч з ними виступали Stan і Тамта. 8 березня артисти завершили свою програму в Афінах, а вже 14 березня почали виступи в Салоніки в клубі Πύλη Αξιού. З 25 квітня 2014 року Пантелідіс відновлює виступи в Teatro Music Hall, але тепер з Плутархосом. Після дуже успішних виступів вони продовжують подальшу співпрацю. На початку червня 2014 року Пантелідіс написав для Плутархоса пісню «Ναρκοπέδιο η ζωή μου», яка мала шалений успіх у слухачів,.
Третій альбом Пантелідіса «Πανσέληνος Και Κάτι — Εκ-πνοή | Α 'μέρος» (частина I) вийшов 4 грудня 2014 року разом з газетою Прото Тема і відразу ж було продано 130 000 примірників. Альбом вийшов під ліцензією MINOS EMI.
Друга частина альбому «Πανσέληνος Και Κάτι — Εκ-πνοή | Β 'μέρος» була представлена навесні 2015 року. Вона включає в себе 8 нових пісень, серед яких «Πυρκαγιά», «Μόλις Χώρισες», «Πάρα πολύ», «Κι εγώ σ'αγαπώ», які відразу ж стали хітами на радіо. Альбом став мультиплатиновим. Нагородження диска відбулося 29 травня 2015 року в клубі Fantasia Live. За даними на 21 травня 2015 року обсяг продажів трьох дисків Пантелідіса перевищив 500 000 примірників. Взимку 2014–2015 Пантеліс виступає в Teatro Music Hall разом з Паолою та Мазонакісом.
6 квітня 2015 року Пантеліс Пантелідіс завершив виступи в Teatro Music Hall, а вже 24 квітня відбулася прем'єра програми в клубі Fantasia Live, в якій Пантелідіс співав з Елені Фурейрою і гуртом Melisses. Гостями прем'єри біли Антоніс Ремос та Анна Віссі. 27 червня Пантелідіс проводить останній концерт на сцені Fantasia Live і незабаром починає свій літній тур в Греції і на Кіпрі, під час якого він виступає в Еретрії, Патрах, на Хіосі, Родосі, Кіпрі, Корфу, Самосі, в Монемвасії та Халкідіках.
Восени 2015 року співак представив спільну програму із Деспіною Ванді та Костасом Мартакісом в салонікському клубі «Πύλη Αξιού». Прем'єра програми відбулася 27 листопада. Тільки з Афін на прем'єру в Салоніки приїхали 350 фанатів Пантелідіса. Напередодні Пантелідіс представляє свою нову пісню «Της καρδιάς μου το γραμμένο», вона вийшла 25 листопада, а прем'єра пісні відбулася на радіо Sfera 102,2 під час ранкового ефіру 23 листопада 2015 року. Режисер Константінос Рігос зняв відеокліп на пісню на півострові Мані, у мальовничому селищі Ваф'я. Кліп вперше вийшов в ефір 15 січня. 19 лютого 2016 мала б стартувати програма Пантелідіса із Деспіною Ванді та Костасом Мартакісом в афінському Teatro Music Hall, однак співак загинув в автокатастрофі напередодні 18 лютого.
Практично було завершено роботу над п'ятим диском, вихід якого очікувався на початку 2016 року.
Протягом 4 років музичної кар'єри співак неодноразово виступав за межами Греції. На початку грудня 2012 року разом з Паолою і Каррасом здійснює концертний тур по США і Канаді, виступає в Вашингтоні, Чикаго, Нью-Йорку і Торонто,. У жовтні 2014 Пантелідіс виступає в Німеччині в Ганновері, Дюссельдорфі, Штутгарті, Ізерлоні та Мюнхені. 13 травня 2015 концерт в Нюрнберзі. 2 грудня 2015 в Болгарії, в Софії, Galaxy Club. На 7 і 8 травня 2016 року було заплановано концерти в Австралії з Антонісом Ремосом, квитки на які були розпродані ще в січні.

## Трагічна загибель

### Критика напередодні
Напередодні загибелі співака у ЗМІ Кіпру піднялася хвиля обурення з приводу вперше виконаної ним пісні 12 лютого 2016 року під час благодійного виступу в Нікосії. У тексті пісні дівчина заради забезпеченого, безтурботного життя обирає турка та оселяється з ним у ТРПК, «продавши Батьківщину», її автор порівнює із «поганим курчам, що вештається по окупованій землі». Із різкою критикою в ефірі телебачення та у соц.мережах виступив Йоргос Феофанус, кіпріот за походженням, зокрема додавши наприкінці звернення: «Імовірно, сподіваюсь.. він (Пантелід|іс) ні до кого не дослухається та житиме менш щасливо». У ранковій програмі To Proino на каналі ANT1 ведучі Феї Скорда та Аріс Кавадзікіс також звинуватили його, використовуючи досить образливі порівняння, у завданій образі та зрештою елементарній неосвіченості. Інший ведучий програми Феміс Йоргонтас наполягав на звичайному непорозумінні, назвавши Пантелідіса «блискучим виконавцем лаїко.. Про що ви говорите? Засуджуєте його? Ставите знак питання? Це просто невдалий момент.». Відтак у прямому ефірі виникла гаряча суперечка між Кавадзикісом і Скорда та Йоргонтасом, яку інтерпретували на інших телеканалах, друкованих ЗМІ та соціальних мережах.
16 лютого Пантелідіс надав роз'яснення, що написав звичайну пісню про кохання, спеціально для цього виступу в Нікосії та присвятив братському народу — грекам-кіпріотам, зрештою вибачився та відізвав пісню — її більше ніколи не виконуватиме. Проте прикре непорозуміння активно мусувалося у ЗМІ аж до вечора 17 лютого, як кіпрських, та і грецьких. За словами голови прес-служби Пантеліса Пантелідіса та Teatro Music Hall Харіса Лебедакіса, інцидент із новою піснею на Кіпрі надзвичайно неприємно вразив і пригнічував співака.
Користувачі соц. мереж ще від 16 лютого звинувачували Скорда та Феофануса у боротьбі лише за власні рейтинги, нічим не виправдані образи на адресу Пантелідіса. Після поховання 20 лютого мати Афіна Пантеліді прямо звинуватила Феї Скорда, Йоргоса Феофануса та Аріса Кавадзакіса у публічному цькуванні її сина, що начебто стало причиною його трагічної смерті («Вони його з'їли.»).

### Аварія
Пантеліс Пантелідіс загинув 18 лютого 2016 року в результаті ДТП. Аварія сталася на виїзді від східного аеропорту Еллінікон до проспекту Вуліагменіс о 8:20 ранку, коли артист повертався додому після генеральної репетиції нової програми, за кермом чорного Mercedes ML, який кілька днів тому придбав у свого товариша співака Антоніса Ремоса. Раніше Пантелідіс керував двомісним Smart'ом. На думку знайомих, брак досвіду у керуванні авто міг стати причиною автокатастрофи. 22 лютого 2016 року оприлюднено звіт судової експертизи: смертельна травма одна, нанесена гнутим металевим листом придорожнього відбійника, які вже не відповідали вимогам безпечного дорожнього руху. Відбійники такого типу мали б були замінені планово кілька років, та цього не сталося через брак бюджетних коштів.
Окрім водія в авто перебували двоє пасажирів — 21-річна Ефросінія «Фросо» Кіріаку (сидіння біля водія, пристебнута ременем безпеки) та 30-річна Мірсіні «Міна» Арнауті (на задньому сидінні, не пристебнута ременем безпеки). Фросо Кіріаку отримала відносно легкі травми. Дівчина також засвідчила, що у момент, коли зіткнення було невідворотним, Пантелідіс прикрив її своїм тілом, тим самим врятувавши її життя. Проте за життя Арнауті лікарі боролися кілька діб. Серйозних поранень дівчині завдали погнуті металеві фрагменти даху авто. Після кількох тривалих операції 48 годин її тримали у стані медикаментозної коми, стояло також питання про ампутацію нижніх кінцівок.
За попередніми даними поліції, оприлюдненими у перші ж години після аварії, Пантелідіс не впорався з керуванням, автомобіль рухався на високій швидкості, до 150 км/год, подушки безпеки спрацювали, як слід. 19 лютого оприлюднений висновок експертів, які стверджували, що максимальна швидкість авто складала 80-85 км/год. Після першого удару близько 40 м автомобіль продовжував битися у бетонні відбійники заввишки 40-50 см, зрештою вилетів, імовірно, обернувся у повітрі та приземлився на дах. Пантеліс Пантелідіс загинув миттєво, рятувальники доставили його у лікарню Аскліпіо Вулас (центральна лікарня Вули), лікарям залишалося лише константувати смерть.
Попри те, що в лікарню довгий час не допускали сторонніх, папарацці настирливо намагалися проникнути всередину. Одного з них журналіста Стратіоса Лімніоса побили знайомі та прихильники Пантелідіса, які на той момент вже почали збиратися під стінами лікарні. Родина Пантеледіса також подала клопотання до прокуратори задля призначення додаткової незалежної токсикологічної експертизи та експертизи авто, підозрюючи саботаж або інше зловмисне втручання третіх осіб.

### Вшанування пам'яті
Одними з перших у прямому ефірі про загибель співака повідомили у ранковому шоу «Καλημερούδια» ведучі Доретта Пападімітріу та Костас Мартакіс. Обидва не змогли стримати сліз та зрештою залишили ефір, передавши студію іншим журналістам. Ще в середині дня 18 лютого біля будинку по вул. Сілівріас, де мешкає родина Пантеліса Пантелідіса, в Неа-Іонія почали збиратися його прихильники, залишаючи послання на вітринах кіоску ОПАП (ним керують батьки Пантелідіса). Деякі зірки грецької естради почали повідомляти про скасування виступів у наступні вихідні на знак жалоби, зокрема Антоніс Ремос, Васіліс Каррас та Йоргос Мазонакіс, Панос Кіамос, Нотіс Сфакіанакіс (ЗМІ тривалий час висвітлювали творчі непримиренні конфлікти Сфакіанакіса з одного боку та Пантелідіса, Ремоса — з іншого). В офіційному повідомленні Васіліс Каррас зауважив, що «втратив сина». Слова співчуття родині та фан-спільноті висловили близький товариш Пантелідіса Антоніс Ремос, Сакіс Рувас, Йоргос Даларас, Деспіна Ванді, Нікос Вертіс (диск Вертіса знайшли у програвачі розтрощеного в аварії авто), Нікос Ікономопулос, Йоргос Сабаніс, Єлена Папарізу, STAN, Христос Менідіатіс, гурт Melisses, Stavento, Христос Холідіс, Амарилліс, Йоргос Цалікіс, Тамта; слова співчуття з'явились також на сторінках музичних установ, муніципальних театрів тощо та навіть на офіційному сайті ФК АЕК та Спеціальних Сил ВМФ Греції (грец. Ειδικες Δυναμεις Ε.Σ), у лавах яких Пантеліс Пантелідіс служив 10 років. На знак жалоби офіційні сторінки Teatro Music Hall та багатьох колег у соц.мережах змінили фото на чорний колір.
Поховання відбулося о 15 годині 20 лютого на цвинтарі Метаморфосі. На знак пошани, Спеціальні Сили ВМФ Греції запропонували ховати Пантеліса Пантелідіса як офіцера флоту: його труну вкривав біло-блакитний прапор Греції, і ніс її, за флотською традицією, почесний контингент Військово-морської академії. Поховальний оркестр склав колектив музикантів Пантелідіса, замість традиційної мелодії виковував його пісню «Είχα κάποτε μια αγάπη».
Попередньо від 10 до 14 години тривало народне прощання у церкві Святого Спиридона в Неа-Іонії. Шанувальники почали збиратися зранку на подвір'ї храму, заповнили вулицю Венізелоса та прилеглі на шляху до цвинтаря. Багатотисячна хода (близько 35 тисіч осіб.), людей різного віку — від прихильного до малюків та вагітних жінок — та різних регіонів Греції, неодноразово вшановувала артиста гучними аплодисментами, по всьому району Неа-Іонії із приватних авто афінян гучно лунали пісні Пантелідіса. Подібні масові прощання в Греції відбулися всього кілька разів — задля вшанування пам'яті Стратоса Діонісіу, Алікі Вугуклакі, Вікі Мосхоліу, Дімітріса Мітропаноса, Стеліоса Казандзидіса.
Від ранку народне прощання, хода та поховання наживо транслювалось загальнонаціональним телеканалом STAR та спільно із CNN Греція каналом Livemedia на YouTube. Решта національних телеканалів регулярно робили в прямому ефірі включення: ANT1, Mega TV, Alpha TV, Skai TV та інші.
Понад 4 тис. прихильників творчості Пантелідіса у соц.мережі Facebook зголосились 20 лютого о 20 годині на місці автокатастрофи на пр-ті Вуліагменіс взяти участь в акції «Залиш квітку і хвилина мовчання» (грец. «Να αφήσουν ένα λουλούδι και να κρατήσουν ενός λεπτού σιγή».). Акція відбулася, як і планувалось. Ділянку з'їзду на пр-т Вуліагменіс, де сталася аварія, заповнили прихильники Пантеліса Пантелідіса. Вони покладали квіти та запалювали свічки. Під аплодисменти та гудіння клаксонів авто лунали пісні співака.
- Муніципалітет Айя-Напа вшанував пам'ять Пантеліса Пантелідіса, додавши табличку з його ім'ям на площі знаменитостей. Урочиста церемонія відбулася 11 липня 2017 року[110]

## Дискографія
Пантеліс Пантелідіс — автор музики і текстів всіх записаних ним пісень. Наприкінці січня 2016 року в інтерв'ю газеті Прото Тема Пантелідіс сказав, що всі його пісні навіяні особистими переживаннями, на основі життєвого досвіду, а також історій, які розповідали його друзі. Кожна пісня — міні-історія. Найкращою своєю піснею, присвяченою коханню, він назвав «Είχα κάποτε μια αγάπη».
Пантелідіс писав пісні і для інших виконавців, в тому числі: у 2012 році — «Χειρότερα» для Елені Хадзіду, «Για τον ίδιο άνθρωπο μιλάμε» для власного дуету з Васілісом Каррасом, «Ο Καινούργιος Έρωτας Σου» для Ірині Пападопулу, 2013 — «Διαταγές» для Амарилліс, 2014 — «Ναρκοπέδιο η ζωή μου» для Янніса Плутархоса.
26 червня 2016 звукозаписна компанія Мінос EMI випустила диск з невиданої за життя піснею Пантелідіса «Θυμάμαι» (укр. Я пам'ятаю). Пісня була написана в серпні 2015 в будинку його батьків в Неа - Іонії. Співак відразу ж записав акустичну версію пісні на гітарі, яку бізнесмен Йоргос Меліссанідіс подарував Пантелідісу на 31 річницю від дня його народження. Диск вийшов як додаток до недільного номера газети Proto Thema. У перші 24 години було продано 120 000 примірників, кількість переглядів на Youtube перевищила 500 000. Кількість переглядів тільки з офіційного каналу на Youtube за перші 48 годин досягла 1 млн.. 

### Альбоми
- Αλκοολικές οι νύχτες ‎(2012)
- Ουράνιο τόξο που υου λείπανε 2 χρώματα (2013)
- Πανσέληνος και κάτι — Εισ-Πνοή [Α' Μέρος] (2014)
- Πανσέληνος και κάτι — Εκ-Πνοή [Β' Μέρος] (2015)

### Сингли та EP
- Η αγάπη είναι θύελλα ‎(EP, спільно із Васілісом Каррасом та Паолою)[119]) (2012)
- Της καρδιάς μου το γραμμένο ‎(сингл) (2015)
- «Καράβια Στο Βυθό» (18. 02. 2017) [120]

### Компіляції
- Γίνεται & Όνειρο ζω + Αλκοολικές οι νύχτες[121]
- Θυμάμαι  & Της Καρδιάς Μου Το Γραμμένο (2016)

## Нагороди
У 2016 Пантеліс Пантелідіс став переможцем Mad Video Music Awards в категорії Виконавець року. Вперше премія була присуджена посмертно. Нагороду отримали брати Пантеліса. Тріантафілос Пантелідіс, отримуючи нагороду, сказав: «Це великий момент для нас, щоб прийти отримати приз Пантеліса, ми пишаємося ним!»
| Рік  | Нагорода                                                                                |
| ---- | --------------------------------------------------------------------------------------- |
| 2013 | Mad Video Music Awards: Найкращий артист новачок (перемога)                             |
| 2013 | Mad Video Music Awards: Пісня року (номінація)                                          |
| 2014 | Mad Video Music Awards: премія в категорії MAD GREEKZ за відеокліп Όνειρο ζω (перемога) |
| 2014 | Mad Video Music Awards: Виконавець року (номінація)                                     |
| 2015 | Mad Video Music Awards: Найкращий виконавець року (перемога)                            |
| 2015 | Mad Video Music Awards: Премія в категорії MAD GREEKZ за відеокліп Γίνεται (перемога)   |
| 2015 | Mad Video Music Awards: Відео року (номінація)                                          |
| 2016 | Mad Video Music Awards: Найкращий виконавець року (перемога)                            |
| 2017 | Mad Video Music Awards : Пісня року "Θυμάμαι" (перемога)                                |